# Stephen Butterworth
Stephen Butterworth (1885–1958) fue un físico británico quién inventó el filtro que lleva su nombre, una clase de circuitos eléctricos que separa señales eléctricas de frecuencias diferentes.

## Biografía
Stephen Butterworth nació el 11 de agosto de 1885 en Rochdale, Lancashire, Inglaterra. Era el segundo de cuatro hijos de Alexander Butterworth, cartero, y Elizabeth (Wynn su apellido de soltera). En 1904, ingresó a la Universidad Victoria, de Mánchester, graduándose en 1907 como Bachiller universitario en ciencias y como Profesor de Física. En 1908 obtuvo una Maestría universitaria en ciencias dentro de la Física. Durante los siguientes 11 años fue profesor de física en el Instituto de Ciencia y Tecnología de la Universidad de Mánchester. Posteriormente trabajó durante varios años en el National Physical Laboratory, donde realizó trabajo teórico y experimental para la determinación de estándares de inductancia eléctrica. En 1921 se unió al Admiralty Research Laboratory (Laboratorio de Investigación del Almirantazgo). Desafortunadamente, la naturaleza clasificada de su trabajo impidió la publicación de gran parte de las investigaciones que allí realizó. No obstante, se sabe que trabajó en gran variedad de temas de física. Por ejemplo, determinó el campo electromagnético alrededor de cables submarinos conductores de corriente alterna, e investigó las explosiones submarinas y la estabilidad de torpedos. En 1939 era "Agente Científico Principal" en el Departamento de experimentación e investigación científica del Almirantazgo. Durante la Segunda Guerra Mundial, realizó investigaciones tanto sobre minas magnéticas como sobre la desmagnetización de barcos (como medio de protegerlos de minas magnéticas).
En 1942 recibió la Orden del Imperio Británico. En 1945 se retiró del Admiralty Research Laboratory. Murió el 28 de octubre de 1958 en su casa en Cowes en la Isla de Wight, Inglaterra, a los 73 años de edad.